# Еспланад-де-Ла-Дефанс (станція метро)
«Еспланад-де-Ла-Дефанс» (фр. Esplanade de La Défense) — станція 1-ї лінії паризького метрополітену. Відкрита 1 квітня 1992 року.

## Історія
- Станція відкрита в 1992 році в складі пускової дільниці «Ля-Дефанс» — «Пон-де-Неї» (продовження першої лінії до Дефансу)
- Станція була названа за Північним та Південним Есплянадами (квартали Дефансу), котрі розташовані на поверхні над станцією.
- В рамках проведення автоматизації першої лінії Паризького метро станція «Esplanade De La Defense» була оснащена автоматичними дверима на платформі і обладнанням протягом жовтня 2009 року.[1].
- Пасажиропотік по станції за входом у 2012 році, за даними RATP, склав 9502985 людина[2]. У 2013 році цей показник зріс до 9843051 пасажирів (17 місце за рівнем вхідного пасажиропотоку в Паризькому метро)[3]

## Архітектура і розташування
Станція має досить складне архітектурне рішення — «Еспланад-де-Ла-Дефанс» розташована під Басейном Такіса (на честь грецького архітектора Такіса, який його і створив).
Незважаючи на невеликий обсяг Басейну, біля станції розташовані службові приміщення, які обслуговують штучну водойму.
Станція розташована між тунелями автодороги A14 (під Дефансом), що дозволило спорудити не дуже широку станцію. Виходи здійснюються через північну частину платформи (проходи через тунель автодороги від Парижа) на схід (до Tour First і до мосту Нейї через Сену) і захід (до Tour Gan і до Résidence Neuilly Défense). На станції встановлені автоматичні платформні ворота.

## Пам'ятки
Поблизу станції метро «Еспланад-де-Ла-Дефанс» розташований діловий центр Парижа — Дефанс.

## Пересадка на наземний транспорт
- Вдень зі станції здійснюється пересадка на автобуси, які курсують за маршрутами № 73, 157, 158, 174, 175, 176.
- Уночі станцію обслуговує один автобус транспортної системи Noctilien, який курсує за маршрутом № N24.

## Галерея
|                          |                    |                         |
| Платформа (вид на захід) | Центральна частина | Платформа (вид на схід) |

|                     |                         |                         |
| Касовий зал та вхід | Східний вхід на станцію | Колії у бік Пон-де-Нейі |